# Schöfft József Ágoston
Schöfft József Ágoston Tivadar (Schöfft Ágoston) (Pest, 1809. január 15. – London, 1888) magyar festőművész és világutazó.
Változatos életutat bejárt világjáró magyar festő, aki szinte a világ minden táján megfordult a 19. században, többek között Törökországban, a mai Indiában és Pakisztánban, Romániában, Egyiptomban, Angliában, Amerikában, Mexikóban, Ausztriában, Olaszországban és Franciaországban. Egy önarcképe a Magyar Nemzeti Történelmi Arcképcsarnokban megtalálható (Vasárnapi Ujság 1909). Névváltozatai: August Schoefft (angol-indiai), Schöfft Ágost (rövid magyar) August Josef Schofft (a német irodalomban). A korabeli iratokban Schöfft nevét sokféleképpen írják: Schafft-, Scheft- és Schoefft. Stílusa romantikus, biedermeier és realista jegyeket hordoz. Portréit a kortársak szerint gyorsan és precízen készítette.

## Családi háttér
A pesti Képíró utca a Schöfft festőcsaládról kapta a nevét. Jeges Ernő 1943-as emléktábláján Kazinczy Ferenc szövegrészlete olvasható: „... festő vala atyja is ’s az ucza, mellyen háza áll, tőle vevé a Képíró-ucza nevet…” (A súlyosan rongálódott emléktábla ma már csak részben olvasható.) Apja, Schöfft József Károly oltárképfestő, de nagyapja, Schöfft József is festő volt. Testvérei is kiválóan rajzoltak. Egyikük, Schoefft Tivadar építész két jelentős díjat nyert Rómában, 1845-ben. „Bátyjával gyakran összekeverte a korabeli sajtó is.” Mehmed Ali egyiptomi alkirály Muszar effendi nevű mérnökkari őrnagyát küldte Schöfftékhez. Muszar európai útjának célja az volt, hogy egy olyan mérnököt szerezzen építkezni óhajtó urának, aki járatos mindennemű építészeti feladatnak a megoldásában. Az őrnagy Schöfft Tivadar építésszel együtt bejárta Európa nagyobb egyetemeit is.

## Életrajz
A gimnázium első négy (grammatikai) osztályát a pesti piarista gimnáziumban végezte 1817/1818 és 1821/1822 között.
1828-tól Bécsben, azután a müncheni akadémián folytatott tanulmányokat, majd olasz, francia és svájci tanulmányutak után tért haza, 1835-ben. Pesti tartózkodása alatt megfestette Széchenyi István portréját.
A szülői tiltás ellenére Bukarestben megnősült. Feleségével 1837-ben Odesszába utazott, majd Isztambulon és Egyiptomon át Bombaybe. Az utazás költségeit helyi előkelőségek portréinak festésével fedezte.
Indiai útja öt évig tartott, 1837–1842 között. Nagy sikert aratott és hatalmas vagyont szerzett festményeivel, elsősorban Randzsit Szingh maharadzsa és Ser Szingh családtagjainak, a „Court of Sikh” (a pandzsábi szikh uralkodóház) életképeinek lefestésével az angol birodalmi idők előtt. Bombay, Madrász, Kalkutta, Agra, Delhi, Amritszár, Lahor területén tartózkodott és festett. Valószínűleg találkozott a Lahorban dolgozó erdélyi szász születésű Johann Martin Honigbergerrel, a szikh király udvari orvosával.
Amikor tudomást szerzett arról, hogy Kőrösi Csoma Sándor Kalkuttában tartózkodik, többször felkereste, sokat beszélgettek Magyarországról, jó barátságba került vele, és egyszer sikerült lerajzolnia arcképét – ez az egyetlen hiteles portré Kőrösi Csoma Sándorról, később újságban is megjelent kinyomtatva.
Az amritszári (ma India) Aranytemplomnál festette meg a lahori (ma Pakisztán) maharadzsát és udvartartását, majdnem száz portré látható ezen az egyetlen képen. Később Bombaybe húszfős karavánnal, szárazföldön jutott el, onnan hajóval indult haza Alexandrián át.
A szikh előkelőségekről gyakran több képet is készített, egy-egy képet visszahozott magával, melyet később több országban kiállított. Több levelet küldött keleti tapasztalatairól családjának, ismerőseinek és a Magyar Tudományos Akadémiának is, leveleiről a Jelenkor és a Társalkodó újságok adtak hírt.
1842 novemberében érkezett vissza Magyarországra. Széchenyi Istvánt kereste fel elsőként és neki számolt be indiai utazásáról. Öt többször lefestette. Megközelítőleg nyolcvan darabos madárgyűjteményt és egy kisebb rovargyűjteményt adományozott a Magyar Természettudományi Múzeumnak – ez a háború alatt nagyrészt megsemmisült.
Dúsgazdagon érkezett haza, nagy feltűnést keltett Pesten szerecsen szolgálójával. Vagyonából tucatnyi értékes festményt vásárolt Európában. Velencében megvásárolta a gyönyörű Grassi-palotát, amelyet szállodává alakított (az épület máig látható), ott látta vendégül testvéreit és apját.
Bécsben és Párizsban magángalériát nyitott. 1855-ben Bécsben állított ki. Indiában készült képeivel Európa-szerte hatalmas sikereket ért el. Londonban saját tárlatot mutatott be belőlük.
Ezután ismét útra kelt, a következő állomás Nyugat-Európa volt. 1858-ban Bécsben velencei képeiből I. Ferenc József császár is vásárolt, ez az alkotás a Belvedere kastélyban volt látható. Schöfft azonban egy évtized alatt elvesztette vagyonát költséges életvitelével. Közben elvált feleségétől.
Újra útnak indult, az amerikai földrészre utazott. 1864–1866 között I. Miksa császár mexikói kíséretében tartózkodott, akit többször lefestett. Ezután bejárta az Amerikai Egyesült Államokat és Mexikót, indiánokat festett, végül visszatért Európába, Londonban telepedett le. Ott halt meg az agg festők házában, költekező életmódja miatt elszegényedve, elméjében megzavarodottan.

## Fontosabb művei
- Széchenyi a Vaskapunál – portré; vászon, olaj
- Pázmány Péter – portré; vászon, olaj

## Múzeumban fellelhető alkotásai
„Szinte egyedüli magyar festő, akinek művei majdnem teljes egésze külföldön találhatók.”
- Pakisztáni és indiai múzeumokban mint az egyik legnagyobb európai festőnek, több tucat festménye található ott: Princess Bamba Collection at the Lahore Fort Museum in Pakistan, http://www.punjabmuseums.gov.in/artefact.php?lid=824 Archiválva 2014. január 3-i dátummal a Wayback Machine-ben, http://www.sikhmuseum.com/schoefft/
- Románia: Art Museum of Ploieşti City
- Egyesült Királyság: többek közt a Sikh Museumban, http://www.nationalsikhmuseum.com/
- Kanada: http://www.canadiansikhheritage.ca
- Ausztria: Bécsben a Belvedere-ben található két velencei képe.
- Magyarország: Laczkó Dezső Múzeum (Széchenyi a Vaskapunál), Budapesti Történeti Múzeum, Magyar Nemzeti Múzeum, Magyar Nemzeti Galéria